# Aborto en Namibia
El aborto en Namibia es ilegal bajo la Ley de Sudáfrica sobre el Aborto y la Esterilización (1975), que Namibia heredó durante el tiempo de Independencia desde Sudáfrica durante marzo de 1990. Solo se permiten los abortos cuando la continuación del embarazo "amenace la vida de la mujer o constituya una amenaza seria a su salud física o mental o cuando exista un riesgo serio que el niño sufrirá un defecto físico o mental que le causará ser discapacitado seriamente e irreparablemente". También la ley permite la terminación del embarazo en casos de violación o incesto.
En adición al médico de la mujer, dos médicos más necesitan certificar la existencia de los motivos de aborto y la operación debe ser realizada por "un practicante médico en un hospital del Estado o una instalación médica aprobada".

En una declaración durante la Conferencia Internacional sobre la Población y el Desarrollo de 1994 en El Cairo, el ministro de la Salud y Servicios Sociales, Nickey Iyambo expuso que 

En cuanto a la cuestión del aborto, la posición de Namibia es que sólo puede realizarse bajo la supervisión médica dentro de los confines de las leyes, que exponen que el consentimiento al aborto sólo puede darse en casos de violación, incesto y cuando la vida de la mujer está en peligro. Sr. Presidente, señoras y señores, debe comprenderse que Namibia no fomenta el aborto como un método de planificación familiar sino que como un asunto de la salud pública.